# Comuna Krasnîi Mak, Bahciîsarai
Krasnîi Mak (în ucraineană Красний Мак) este o comună în raionul Bahciîsarai, Republica Autonomă Crimeea, Ucraina, formată din satele Hodja Sala, Holmivka, Krasnîi Mak (reședința) și Zalisne.

## Demografie
Componența lingvistică a comunei Krasnîi Mak
     Rusă (59,18%)
     Tătară crimeeană (24,83%)
     Ucraineană (13,74%)
     Alte limbi (0,22%)
Conform recensământului din 2001, majoritatea populației comunei Krasnîi Mak era vorbitoare de rusă (59,18%), existând în minoritate și vorbitori de tătară crimeeană (24,83%) și ucraineană (13,74%).